# Paranatinga
Paranatinga – miasto i gmina w Brazylii, w stanie Mato Grosso.